# Fîrlădeni, Căușeni
Fîrlădeni este satul de reședință al comunei cu același nume  din raionul Căușeni, Republica Moldova. Prima atestare documentată a satului datează din anul 1770 (posibil deja din 1573).

## Etimologie
„Fîrlădeni” este o denumire veche turcească atribuită unei așezări de oameni din sudul Basarabiei (actuala Republica Moldova).

## Istoric
în Dicționarul geografic al Basarabiei din 1904 satul Fîrlădeni este menționat ca fiind amplasat într-un hârtop din dreapta văii Hârbovăț, pe ambele maluri ale pârâului Gâsca, în apropiere de satul Gâsca, făcând parte din volostea Varnița. În același au fost înregistrate 180 case, cu o populație de 1669 suflete; o biserică, cu hramul Sf. Nicolae; 777 vite mari; 213 oi. La 1822, satul se compunea din 28 familii de țărani moldoveni și 19 familii de ruteni. Locuitorii dețineau 95 desetine pământ cu vii și grădini. Toate aceste grădini fiind trecute în mâini particulare.

## Geografie
La momentul actual, comuna Fîrlădeni are în componența sa un alt cătun, Fîrlădenii Noi. Comuna este amplasată aproximativ la 30 km de centrul raional Căușeni și la 15 km de orașul Tighina (Bender), iar față de capitala Chișinău la 60 km depărtare.
Lângă sat, pe panta dreaptă a văii, în apropiere de drumul spre Căușeni, este amplasat aflorimentul Fîrlădeni, o arie protejată din categoria monumentelor naturii de tip geologic sau paleontologic.

## Demografie

### Structura etnică
Structura etnică a satului Fîrlădeni conform recensământului populației din 2004:
| Grup etnic                                               | Populație | % Procentaj  |
| -------------------------------------------------------- | --------- | ------------ |
| Băștinași declarați Moldoveni Băștinași declarați Români | 4424 11   | 97,98% 0,24% |
| Ruși                                                     | 38        | 0,84%        |
| Ucraineni                                                | 29        | 0,64%        |
| Bulgari                                                  | 4         | 0,09%        |
| Găgăuzi                                                  | 3         | 0,07%        |
| Alții                                                    | 6         | 0,13%        |
| Total                                                    | 4515      |              |

## Economie și infrastructură
Din punct de vedere economic, satul Fîrlădeni are suficiente rezerve, însă datorită numărului mare de băștinași plecați la muncă peste hotare, în ultima vreme devine tot mai sesizabil saltul spre dezvoltarea infrastructurii locale. În localitate activează mai multe instituții statale, printre care Liceul Teoretic Fărlădeni, gimnaziul Fîrlădeni, primăria, punctul medical, oficiul poștal etc. La alegerile locale din 2012, pentru a treia oară consecutiv a fost ales primarul Gangan Ion, reprezentant al partidului PCRM.